# CiiNA CiiNA 福住
CiiNA CiiNA 福住（シーナシーナふくずみ）は、北海道札幌市豊平区福住に所在するショッピングセンター（複合商業施設）。2024年からはOICグループの株式会社Firstoが運営している。イトーヨーカ堂の北海道地区からの撤退により、OICグループへ運営が譲渡された。
本項では、株式会社イトーヨーカ堂が運営していた、前身のエスパ福住店およびイトーヨーカドー福住店についても記述する。

## イトーヨーカ堂時代

### エスパ福住店
1989年7月、札幌市営地下鉄東豊線の豊水すすきの - 福住間の延伸が決まり、福住駅ではバスターミナルの併設が計画された。
この地には北海道いすゞ自動車のショールームとサービス工場があり、権利者の北海道いすゞ自動車は、バスターミナルと一体的な商業施設を計画。1992年、札幌市は再開発地区計画による土地利用の誘導と優良建築物整備事業により、計画を支援した。
建物の所有権はバスターミナル部分を札幌市で所有し、商業施設部分は北海道いすゞ自動車が持つものの、管理運営はバスターミナルも含め、北海道いすゞ自動車が一体的に施設運営を図ることとした。
福住バスターミナルは1993年2月に、複合商業施設は1994年5月に着工。1994年10月14日、福住バスターミナルが地下鉄開業と同時に供用開始した。
1995年11月、エスパ福住店として開店。

### イトーヨーカドー福住店
2001年、イトーヨーカドーに転換した。
2015年7月31日、地下食品売場をリニューアルした。
2024年4月22日、イトーヨーカ堂は北海道地区からの撤退に伴い、福住店のOICグループへの譲渡を発表。イトーヨーカドー福住店は同年9月23日をもって閉店した。

## CiiNA CiiNA 福住
2024年7月18日、名称を「CiiNA CiiNA（シーナ シーナ）」にすると発表した。
2024年10月24日、一部専門店が先行オープンした。核テナントのロピアはこの時点で今冬オープン予定とした。
なお、イトーヨーカドー福住店時代から営業するグリーンズプラネットのフードコート「GREEN'S COURT」（2018年2月28日に閉店したポッポ福住店の居抜き出店）は、引き続き「CiiNA CiiNA 福住店」として営業する。
2025年2月8日、ロピア福住店とアインズ&トルぺ、ANOTHER ANGLE、もりもとがオープン、3月には＃C-plaがオープンした。

## 沿革

### エスパ福住店
- 1993年11月 - 開店[6]
- 1994年10月14日 - 福住バスターミナル供用開始[4]

### イトーヨーカドー福住店
- 2001年 - イトーヨーカドーに転換[7]。
- 2015年7月31日 - 地下食品売場をリニューアル[8]。
- 2018年
  - 2月28日 - ポッポ福住店が閉店[12]。
  - 5月 - グリーンズプラネットオペレーションズが、ポッポの跡地にフードコート「GREEN'S COURT」イトーヨーカドー福住店を開店。
- 2024年
  - 4月22日 - OICグループへの譲渡を発表[3]。
  - 7月28日 - 閉店。

### CiiNA CiiNA 福住
- 2024年
  - 7月18日 - 名称を「CiiNA CiiNA（シーナ シーナ）」にすると発表[9]
  - 10月24日 - 一部専門店先行オープン[10]。
- 2025年
  - 2月8日 - ロピア福住店がオープン[14]
  - 3月 - ＃C-plaがオープン。
  - 6月20日 - ニトリデコホームがオープン[17]。

## フロア構成
出典:

### 主なテナント
地下1階
- ロピア福住店[11]
- もりもと（菓子）
- GREEN'S COURT（フードコート）

1階
- アインズ&トルペ[19]
- ドトールコーヒーショップ
- ANOTHER ANGLE（眼鏡店）[19]
- ペットタウン テン・テン（ペットショップ）
- ニトリデコホーム

2階
- ネイルサロン エーナイン

3階
- キャンドゥ
- i・BOOK（書店）
- クイックカットBB（10分間カット）
- ＃C-pla（カプセルトイ）

## 交通アクセス
鉄道
- 札幌市営地下鉄東豊線福住駅直結

路線バス
- 福住バスターミナル直結[20]
  - 北海道中央バス「福住駅」停留所下車
  - 北都交通「地下鉄福住駅」停留所下車

自家用車
- 国道36号線沿い